# George Douglas Howard Cole

G. D. H. Cole, gemalt von Stella Bowen um 1944/1945. National Portrait Gallery, London

George Douglas Howard Cole (* 25. September 1889 in Cambridge; † 14. Januar 1959 in London) war ein britischer Wirtschaftswissenschaftler, Historiker, politischer Publizist und Autor von Detektivgeschichten. Als einflussreicher politischer Theoretiker wird er als Brückenbauer zwischen alter und Neuer Linker bezeichnet.

## Leben
Cole verweigerte im Ersten Weltkrieg den Kriegsdienst, schloss sich der Bewegung gegen die Wehrpflicht an und wurde Mitglied der Fabian Society. Ab 1924 schrieb er als Journalist für den Manchester Guardian und begann bald darauf mit seinem Studium am Balliol College der University of Oxford, wo er schließlich von 1944 bis 1957 als Chichele Professor für soziale und politische Theorie lehrte und forschte. Damit war er der erste Professor eines der Soziologie nahestehenden Faches an der Oxforder Universität. Laut Ralf Dahrendorf und Colin Crouch kann Cole jedoch nicht als Soziologe im strengen Sinn gelten, dennoch sind seine Arbeiten durchsetzt mit soziologischen Analysen.
Schon früh hatte er mit der Publikation einflussreicher Bücher über Geschichte und Perspektive sozialistischer Politik und zum Genossenschaftswesen begonnen. Ab 1923 kamen Detektivgeschichten dazu. Mit acht Werken war er der meistgedruckte Autor im Left Book Club.
Zeit seines Lebens suchte Cole einen linkssozialistischen Weg zwischen Sozialdemokratie und Kommunismus, wie den Gildensozialismus. 1956 initiierte er die Gründung der International Society for Socialist Studies, deren erklärtes Ziel die Neubelebung sozialistischen Denkens und die Überwindung der „allgemeinen opportunistischen Verflachung“ war.

## Familie
Er heiratete 1918 Margaret Cole (geb. Postgate), ein weiteres Mitglied der Fabian Society, mit der er einen Sohn und zwei Töchter hatte.

## Schriften in deutscher Übersetzung (Auswahl)
- Selbstverwaltung in der Industrie. Hans Robert Engelmann, Berlin 1921
- Gildensozialismus. Rheinland-Verlag, 1921
- Ein Jahrhundert englische Genossenschaftsbewegung. Auerdruck, Hamburg 1950
- Die britische Genossenschaftsbewegung. Ein Diskussionsbeitrag zu einigen Fragen der Neugestaltung des Handels. Bund-Verlag, Köln-Deutz 1954
- Ein neues Bekenntnis zum Weltsozialismus. Internationale Gesellschaft für sozialistische Studien e. V., Dortmund 1957.